# Château de Cessens-Vieux
Ne doit pas être confondu avec Château de Châteauvieux ou Château de Cessens-Neuf.
Le château de Cessens-Vieux, ou tour de César, est un ancien château fort du XIIe siècle, centre de la seigneurie de Cessens, dont les ruines se dressent sur la commune de Cessens dans le département de la Savoie, en région Auvergne-Rhône-Alpes.

## Situation
Le château de Cessens-Vieux est situé dans le département français de la Savoie sur la commune de Cessens, sur un mamelon de la montagne de Cessens, en direction du col du Sapenay, à 830 mètres d'altitude, distant de 220 mètres de Cessens-Neuf. Il commandait le passage du col.

## Histoire
Le château est cité dans une charte, dans laquelle Gauthier d'Aix donne à l'abbaye d'Aulps, une terre située sur le mont sur lequel s'élève le château ; « in monte castri Sexent ». Matthieu de La Corbière l'indique ainsi parmi castra « genevois » mentionnés entre les XIe – XIIe siècle. Le château est ainsi cité en 1121 dans une charte, dans laquelle, Gauthier d'Aix donne à l'abbaye d'Aulps, une terre située sur le mont sur lequel s'élève le château ; « in monte castri Sexent ». Il est encore cité le 1er février 1125 dans un acte signé de Rodolphe de Faucigny, seigneur de Faucigny ; il est alors la possession de cette famille.
De 1213 à 1219, il appartient à Pierre de Cessens, évêque de Genève.
Il est par la suite entre les mains des comtes de Genève. Amédée V de Savoie l'enlève, en 1287, à Amédée III de Genève, auquel il est restitué en vertu d'un traité de paix signé à Annemasse,.
En 1300, le château est cité dans une reconnaissance que passent Pierre et Mermet de Grésy. En 1316, Guillaume III de Genève l'inféode à Rodolphe de Grésy. Les deux châteaux, Cessens-Vieux et Cessens-Neuf, sont à cette date aux mains des sires de Grésy ; le premier relevant des comtes de Genève, le second faisant l'objet de contestations avec la maison de Savoie. En 1309, Alise de Grésy, mère de Pierre de Grésy, y vît.
Pierre de Genève en fait hommage, le 10 août 1385, à Amédée VII de Savoie. Les châteaux sont ensuite donnés en fief aux familles de Clermont, Orlyé et Mouxy.
En 1401, le comté de Genève est acheté par le comte Amédée VIII de Savoie. Cessens et son mandement ne font pas partie des biens acquis par le comte de Savoie. Ils reviennent aux héritiers de la maison de Genève. Mathilde de Savoie hérite en 1409 des droits de sa tante, Blanche de Genève, faisant d'elle la dernière héritière de cette maison. Le comte de Savoie opère pour récupérer les derniers droits de cette famille et propose leur rachat,,. Le tuteur de Mathilde, alors mineure et orpheline, son oncle Louis de Savoie-Achaïe, accepte le rachat. Le contrat entre l'héritière et le duc est signé le 11 janvier 1417,,.
Amédée VIII de Savoie, devenu duc en 1416, en abandonne le 22 décembre 1422 ses droits au profit de Gabriel d'Hauteville. En 1432, il est inféodé à Manfred de Saluces, marquis de Saluces.
Le 28 février 1563, Jacques de Savoie-Nemours vend les châteaux de Cessens et de Grésy, contre une somme de 4 000 écus d'or, à Louis Oddinet, baron de Montfort. Les châteaux sont rachetés par Jacques de Savoie-Nemours, en 1572, pour la même somme. Ils sont de nouveaux vendus, en 1575, cette fois, pour 6 000 écus, à Guillaume de Portes, originaire de Grenoble, seigneur de Châtel, président du Parlement du Dauphiné et conseiller du roi de France, qui le répare. Après lui, il passe à son fils Antoine de Portes.
En 1614, lors d'une visite, le château est alors en piètre état. En 1630, on relève, Madame de Gellaz, dame de Cessens, née de Rusinens. En 1672, au décès de Jeanne de Gellaz, baronne de Bagnols, sa sœur, Madame de La Motte, hérite du château. Cette dernière échange sa terre de Cessens, le 28 novembre 1677, avec le château et les terres de Saint-Hilaire, possession de Claude Carron, avocat au Sénat de Savoie puis conseiller d'État et contrôleur général des finances. Ce dernier sera élevé au titre de baron, en 1679, puis en 1682, au titre de comte de Grésy. Le château passe à ses descendants, Enard Carron, François Vincent Carron, et Claude Marie Carron, officier sarde. Ce dernier émigre en 1792 au moment de l'entrée des troupes révolutionnaires du général Montesquiou en Savoie ; le château est alors déclaré bien national et il est vendu à la famille Polingui. Plus tard, il échoit à la famille de Mouxy.

## Description
Une enceinte, dont il ne reste pratiquement plus de traces, dont l’accès se faisait à l'est, enserre une tour-résidence carrée que flanque une tour circulaire.
La tour maitresse quadrangulaire romane, de 6,45 × 6,60 mètres de côté, a des murs épais de 1,40 mètre. De par sa petite taille, elle s'apparenterait aux Bergfrieden abondamment répandus en terre d'Empire et en France méridionale. Construite en petit appareil, on lui a accolé, à l'est, une tour circulaire de 7 mètres de diamètre, aux murs épais de 2,40 mètres en bel appareil, qui semble dater du XIVe siècle, probablement dressée après le siège et l'occupation d'octobre 1320 de Cessens-Neuf. Frappée par la foudre en 1862, elle est en grande partie effondrée.

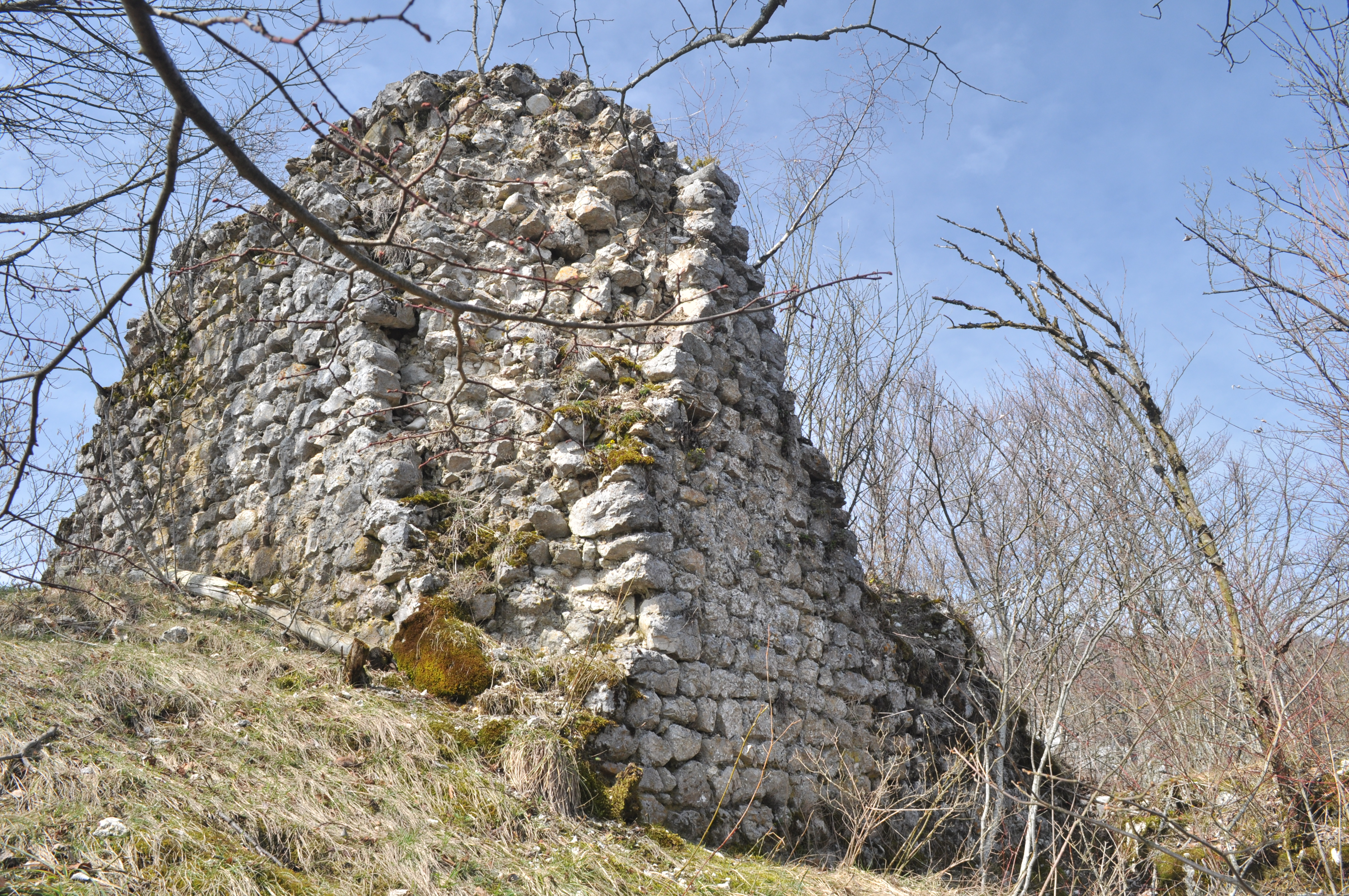
La tour carrée romane.
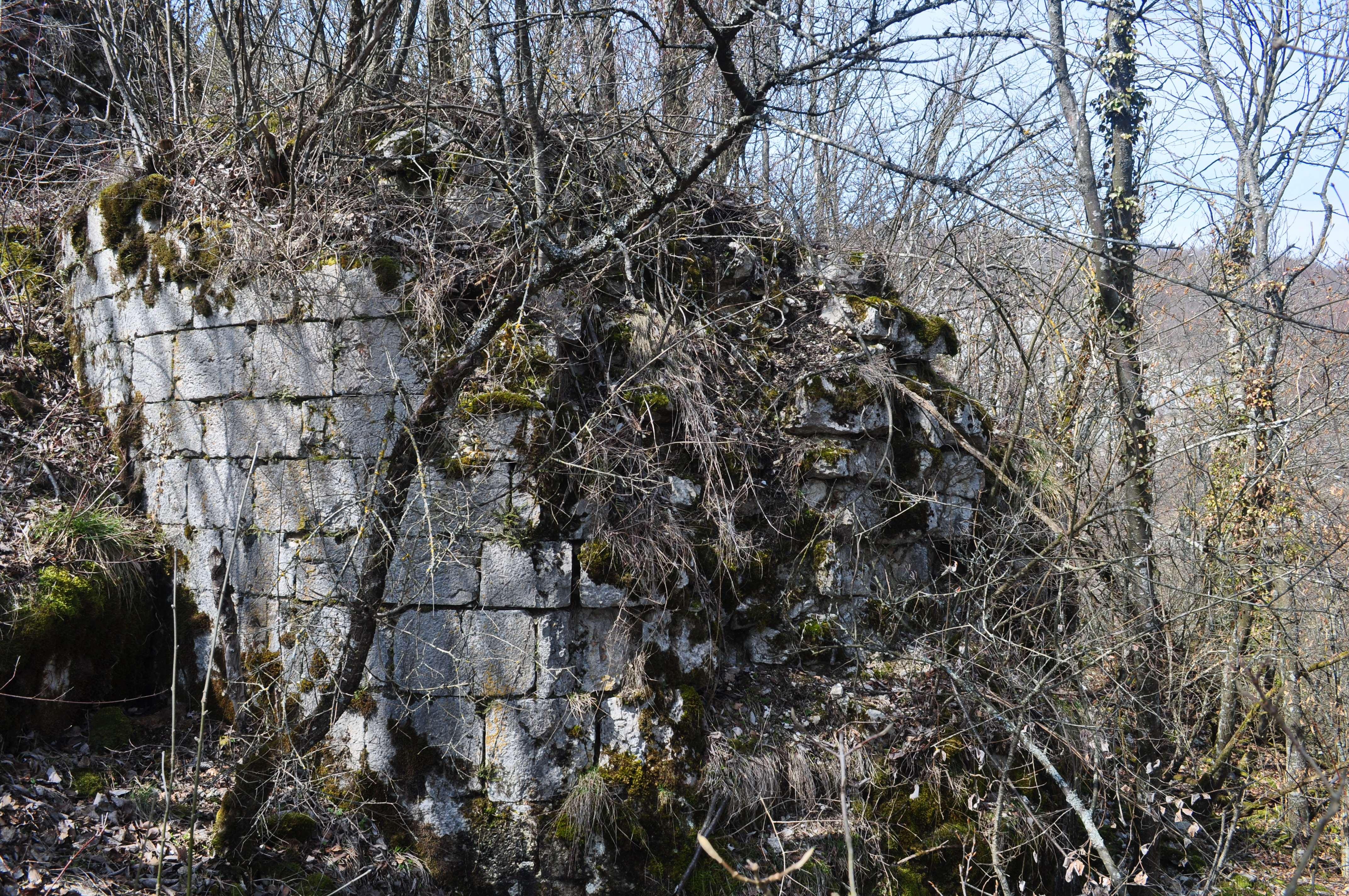
La tour ronde du XIVe siècle.
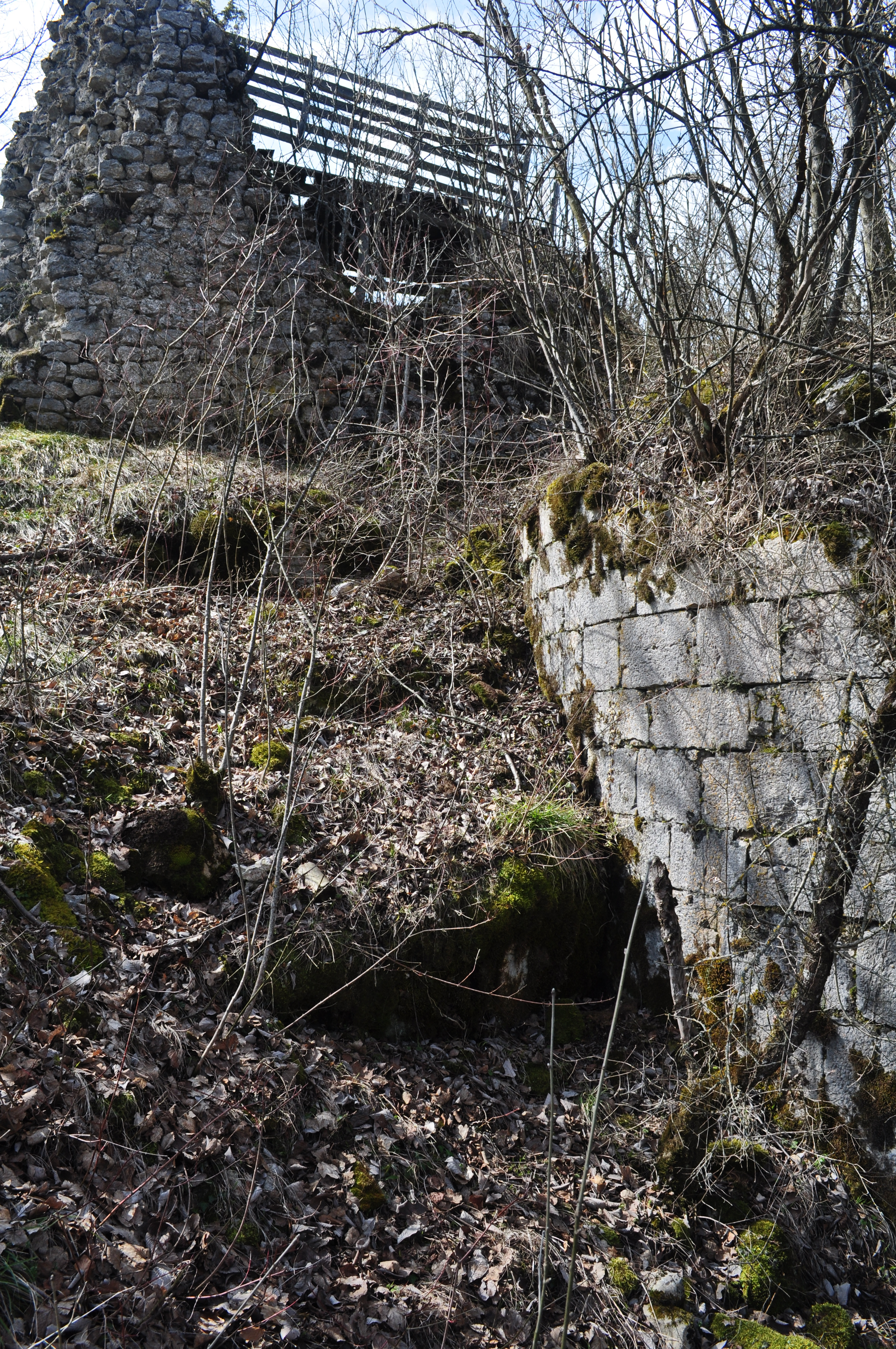
La tour ronde au premier plan et la tour carrée au second.
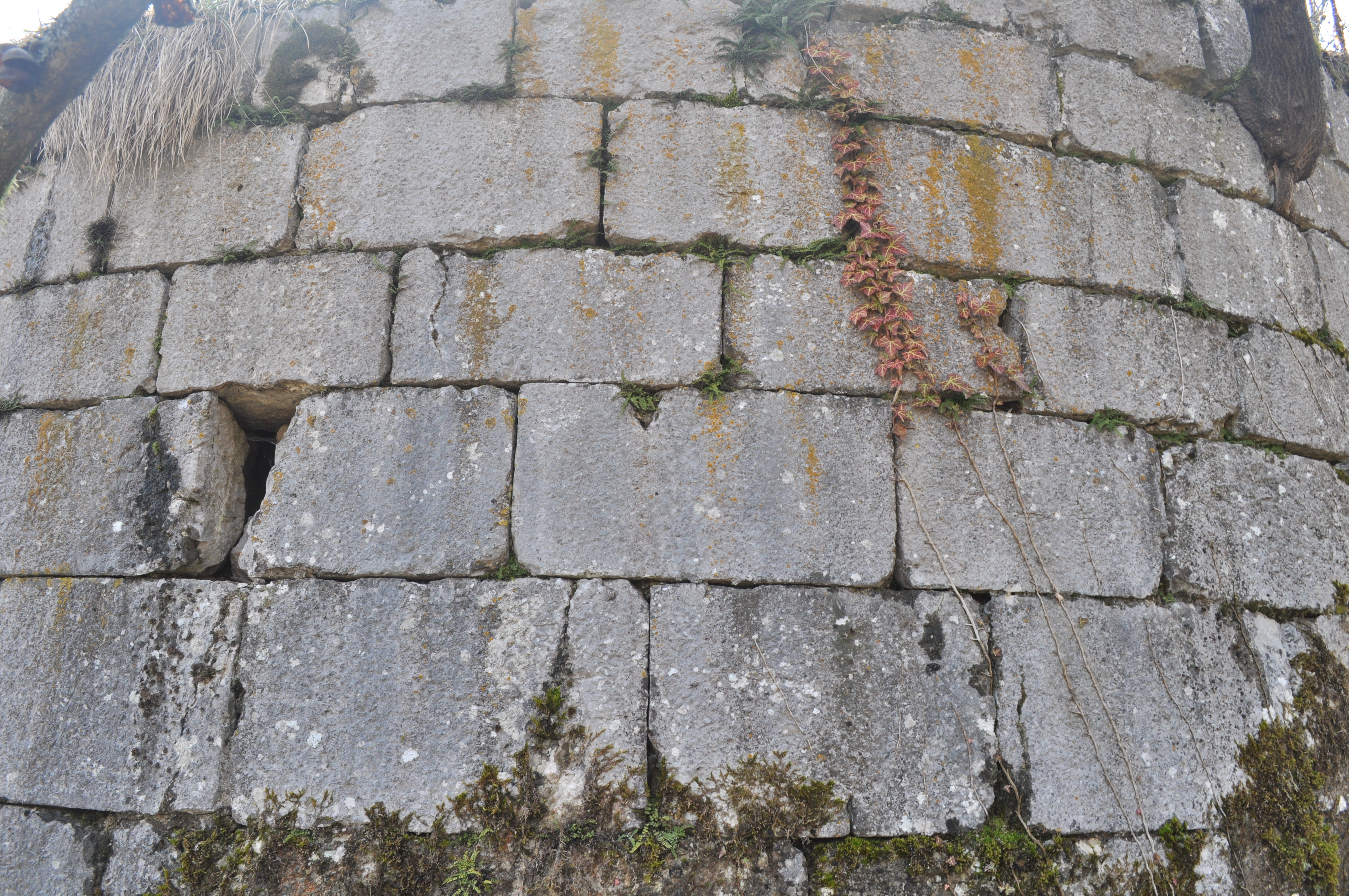
Un détail de l'appareil de la tour ronde.

## Châtellenie de Cessens et Grésy
Le château de Cessens-le-Vieux est le siège de la châtellenie, dit aussi mandement (mandamentum), de Cessens et Grésy (Sessens et Greysi),, récupérant ainsi l'ancienne châtellenie voisine. Il s’agit plus particulièrement d’une châtellenie comtale, relevant directement du comte de Genève. Dans le comté de Genève, le châtelain comtal est nommé par le comte et possède de nombreux pouvoirs,. Avec l’intégration au comté de Savoie, à partir de 1401, celui-ci devient un « [officier], nommé pour une durée définie, révocable et amovible »,. Il est chargé de la gestion de la châtellenie ou mandement, il perçoit les revenus fiscaux du domaine, et il s'occupe de l'entretien du château.